# 山东野战军
山东野战军是1946年1月至1947年2月由新四军军部暨八路军山东军区组建的一支野战军。

## 历史

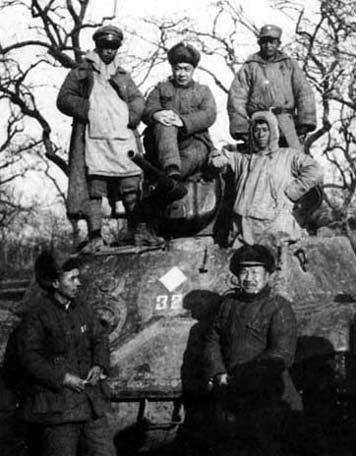
1947年1月鲁南战役后，新四军兼山东军区司令员陈毅（坦克上中）与华中军区司令员张鼎丞（坦克前左）、山东军区副司令员张云逸（坦克前右）在缴获的M3/M5斯圖亞特坦克前合影

1945年10月15日，成立津浦前线指挥部，即将到达鲁南的新四军第二师第四、第五旅，第四师第九旅和第七师等部，与山东军区留下的一部分主力，组成津浦前线野战军。
|
1946年1月，中共中央军委电令，新四军军部与山东军区合并，并同时组建一支野战部队。据此，1946年1月7日，撤销津浦前线指挥部，以山东军区留守山东的第4师、第8师及其它地方部队，与从皖北、苏北北上的陈毅率领的新四军江北部队，津浦前线野战军改称山东野战军：
- 司令员：新四军军长、八路军山东军区司令员陈毅兼
- 政委：黎玉兼任。
- 参谋长宋时轮
  - 通信科：科长闻述尧（新四军兼山东军区司令部通信联络分局副局长兼）/1946.10倪士梁
- 政治部主任唐亮（兼）
- 政治部副主任张凯。
- 新四军第一纵队：司令员叶飞，政治委员赖传珠，副政治委员兼政治部主任谭启龙，参谋长贺敏学，副参谋长张俊升，政治部副主任汤光恢。
  - 第1旅：旅长廖政国，政治委员阮英平、副政治委员曾如清、参谋长邱玉权、政治部主任陈伟达
  - 第2旅：旅长刘飞，政治委员彭林、副旅长王胜、副政治委员兼政治部主任符确坚、参谋长洪隆
  - 第3旅：旅长张翼翔，政治委员何克希、副旅长兼参谋长刘亨云、副政治委员张文碧、政治部主任杨思一。
- 新四军第二纵队：司令员罗炳辉，政治委员赵启民，副司令员韦国清（5月转正），参谋长詹化雨，政治部主任邓逸凡。
  - 第4旅：旅长朱绍清，政治委员高志荣、副旅长秦贤安、政治部主任徐海珊。
  - 第5旅：旅长成钧，政治委员赵启民（兼）、参谋长张元寿、政治部主任邓少东。
  - 第9旅：旅长滕海清，政治委员康志强、参谋长刘清明、政治部主任张震寰。
- 新四军第七师：师长谭希林，政治委员曾希圣，参谋长孙仲德（后为林维先），政治部主任王集成（6月以后为李步新）。　
  - 第19旅：旅长林维先，政治委员黄火星、副旅长熊应堂、参谋长张铚秀、政治部主任余明
  - 第20旅：旅长梁金华，政治委员黄跃南 、参谋长周绍昆、政治部主任高立忠
  - 第21旅：旅长马长焱，政治委员黄先、副旅长傅绍甫、副政治委员何志远、参谋长陈仁洪、政治部主任杨汉林
- 八路军山东军区第八师：师长何以祥，政治委员丁秋生，参谋长马冠三，政治部主任刘春。
  - 第22团
  - 第23团
  - 第24团

1946年7月5日，东江纵队等部二千余人，自广东经海路到达烟台，受到当地军民热烈欢迎

1946年7月5日，东江纵队等部二千余人，自广东经海路到达胶东，加入山东野战军序列。司令员曾生，政治委员雷经天，副司令员王作尧，政治部主任杨康华。
1946年10月撤销第七师，11月重建，归华中野战军序列。师长成钧、政治委员赵启民。
- 第5旅
- 第19旅

1947年2月，山东野战军与粟裕率领的由江南新四军编成的华中野战军合编为华东野战军，隶属华东军区。陈毅兼任司令员兼政委，粟裕为副司令员兼第一副政委。